# Леоган
Леоган (фр. Léogâne, гаит. креол. Leyogàn) — город в западной части Гаити, на территории Западного департамента.

## Географическое положение
Расположен в 29 км к западу от столицы страны, города Порт-о-Пренс. Абсолютная высота — 20 метров над уровнем моря.

## История
Вблизи Леогана располагался эпицентр разрушительного землетрясения 12 января 2010 года; 80-90 % зданий в городе были разрушены, что даже больше, чем в Порт-о-Пренсе. Практически вся городская инфраструктура была полностью уничтожена. Кроме того, город был разрушен во время землетрясения 1770 года.

## Население
По данным на 2013 год численность населения составляет 14 523 человека.
Динамика численности населения города по годам:
| 1982  | 2013   |
| ----- | ------ |
| 5 782 | 14 523 |